# Žužemberk
Žužemberk (tyska: Seisenberg) är ett samhälle och en kommun belägen i södra Slovenien.

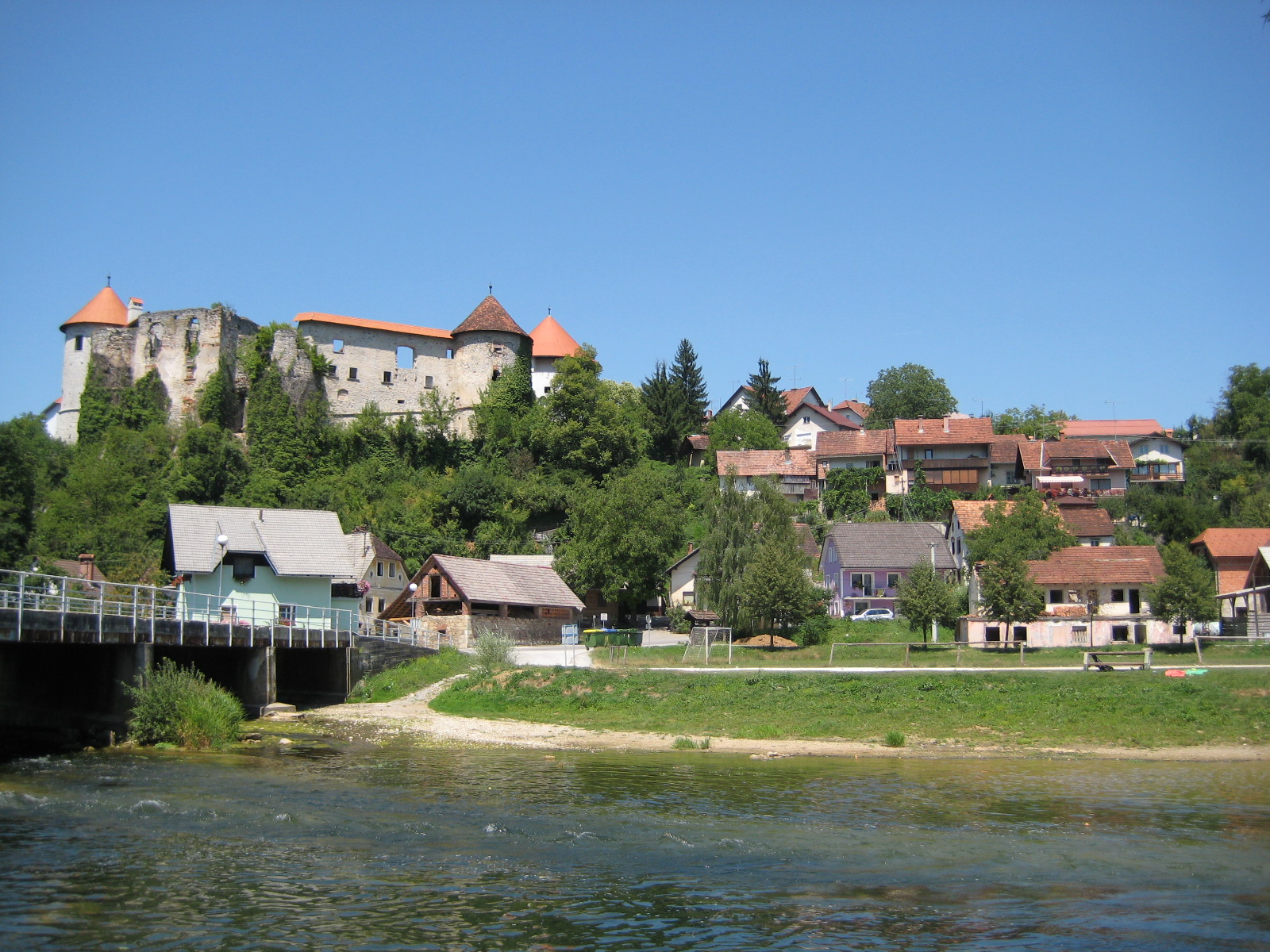
Žužemberk med slottet i bakgrunden

Romarna byggde en väg genom regionen. Samhället Žužemberk nämndes första gången i dokument från år 1246 och år 1399 fick man handelsrättigheter. Slottet, som  tros vara från omkring år 1000, användes tidigare som fängelse och under andra världskriget stationerades italienska trupper där. I februari 1945 förstördes  Žužemberk delvis av allierade bombplan och har sedan dess renoverats.